# Історія пошти та поштових марок Української РСР

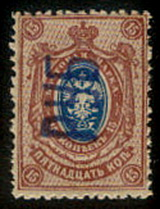
Провізорій Харкова (1920): наддрук «РУБ» на стандартній марці Російської імперії сімнадцятого випуску

Історія пошти та поштових марок Української Радянської Соціалістичної Республіки (УСРР) включає ранній період (1919—1923), з випусками власних поштових марок та провізоріїв, та період після утворення Радянського Союзу, коли на території України почала діяти загальносоюзна поштова система. Українська РСР була індивідуальним членом Світової поштової спілки (1947).

## Ранній період
В результаті інсценованого Росією проголошення наприкінці 1917 — на початку 1918 року Радянської влади на сході та півдні України 17—19 березня 1918 року було створено Українську Радянську Республіку зі столицею в Харкові. Після поразки Німеччини та в ході Радянського вторгнення в Україну (січень-червень 1919) радянську владу було відновлено, і 10 березня 1919 року в Харкові було проголошено Українську Соціалістичну Радянську Республіку (з 1937 року — Українську Радянську Соціалістичну Республіку).
З 10 травня 1919 року на території Української РСР було введено єдині з РСФРР поштові правила та тарифи на всі види поштових, телеграфних та радіотелеграфних відправлень.

### Місцеві переоцінки поштових марок
Наступні часті зміни поштових тарифів та неможливість забезпечити поштове звернення марками необхідної гідності змушували поштові відділення вдаватися до періодичної переоцінки марок, наявних. В Україні переоцінювалися як поштові та ощадні марки Російської імперії, так і власних випусків (оригінальних малюнків та з наддруком тризубця). Вказівки Народного комісаріату пошт та телеграфів (НКПТ) РРФСР не передбачали жодних наддруківок. Проте в окремих поштових конторах для захисту економічних інтересів відомства з власної ініціативи робилися контрольні написи та надруки.
З 1920 по 1922 рік провізорії були випущені в таких населених пунктах Української РСР: Охтирка, Катеринослав, Теплівка, Черкаси — переоцінюючи напис чорнилом та олівцем (Теплівка); Київ, Ладижин, Лянцкорунь, Святошин, Тульчин, Харків — наддрук ручним штемпелем. Зокрема, 1920 року в Харкові було зроблено наддруки «РУБ» на 13 українських провізорах та на російських поштових марках, а 1922 року в Києві — нові номінали на російських державних ощадних марках.

## У складі СРСР

### Поштово-благодійний випуск УРСР
У 1922 році постановою ВЦВК було скасовано ЦК Помгол, а для ліквідації наслідків голоду було утворено ЦК Післягол. Цього ж року НКПТ задовольнив прохання Укрзовнішторгу та ЦК Останького Всеукраїнського центрального виконавчого комітету (ВУЦВК), давши згоду видати в Україні свої поштово-благодійні марки для збору коштів для боротьби з наслідками голоду.
Марки друкувалися в Німеччині, в Берлінській державній друкарні та на початку 1923 року були доставлені в кількості 1 млн екземплярів до Харкова. Їх виготовляли методом офсетного друку за малюнками А. В. Маренкова та Б. Порай-Кошиця. Серія складається з чотирьох марок, на яких зображені наступні алегоричні сюжети: 10 + 10 карбованців — привид смерті; 90 + 30 карбованців — селянин, що роззброїв смерть; 150 + 50 карбованців — Україна, що розподіляє хліб; на марці номіналом 20 + 20 карбованців було зображено портрет Т. Шевченка. За умовами замовлення марки повинні були виготовлятися на звичайному папері, але друкарня спочатку друкувала їх на папері з водяним знаком, що вживався для марок Вюртемберга.
Надбавка до номіналу йшла на користь фонду допомоги населенню, що постраждав від голоду. Згідно з циркулярним розпорядком НКПТ від 22 червня 1923 року за № 11/907, поштово-благодійні марки надійшли до поштового звернення лише на території УРСР. Ця серія була у продажу з 25 червня по 11 серпня 1923 року в дев'яти містах: Харкові, Полтаві, Катеринославі, Бахмуті, Одесі, Вінниці, Житомирі, Києві та Чернігові. Вони застосовувалися для оплати як внутрішньої, і міжнародної кореспонденції. Обов'язковою умовою була вимога, щоб кореспонденція оплачувалася поштово-благодійними марками, проте на поштових відправленнях зустрічається рідко.
| Поштово-благодійні марки Української РСР (1923) |
| ----------------------------------------------- |
|                                                 |

### Радянська пошта
Після 1923 року в Українській РСР не виходили самостійні поштові марки, а використовувалися марки Радянського Союзу, хоча УРСР у 1947 році стала індивідуальним членом Світової поштової спілки.
Поштові відправлення на території УРСР гасилися поштовими штемпелями українською та російською мовами.

Приклади календарних штемпелів і поштових відправлень Української РСР
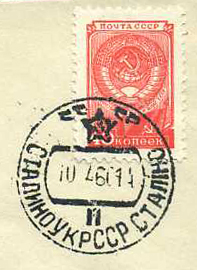
1960: Сталіно
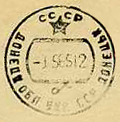
1965: Донецьк
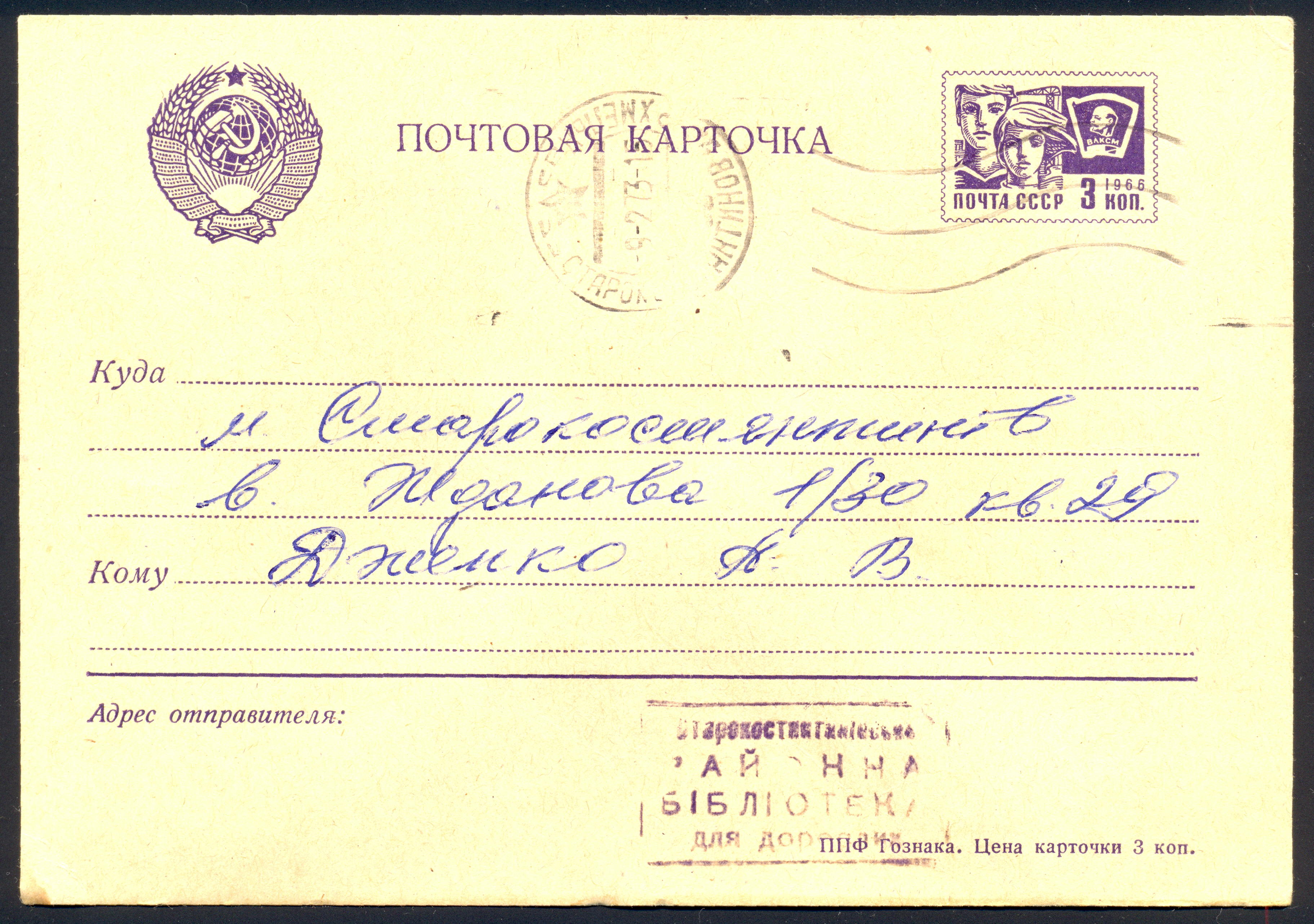
1966: Старокостянтинів Хмельницької області (маркована поштова картка)
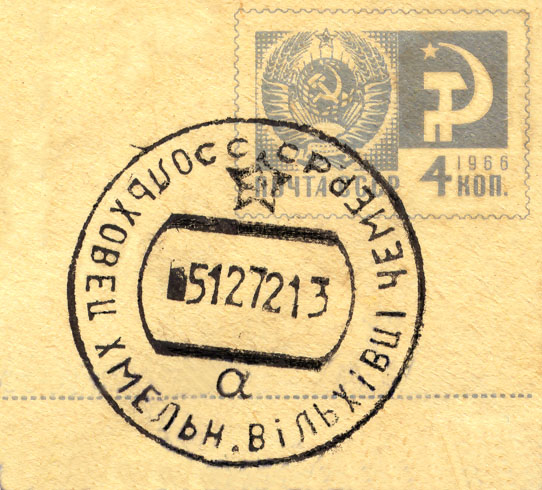
1972: Вільхівці Хмельницької області
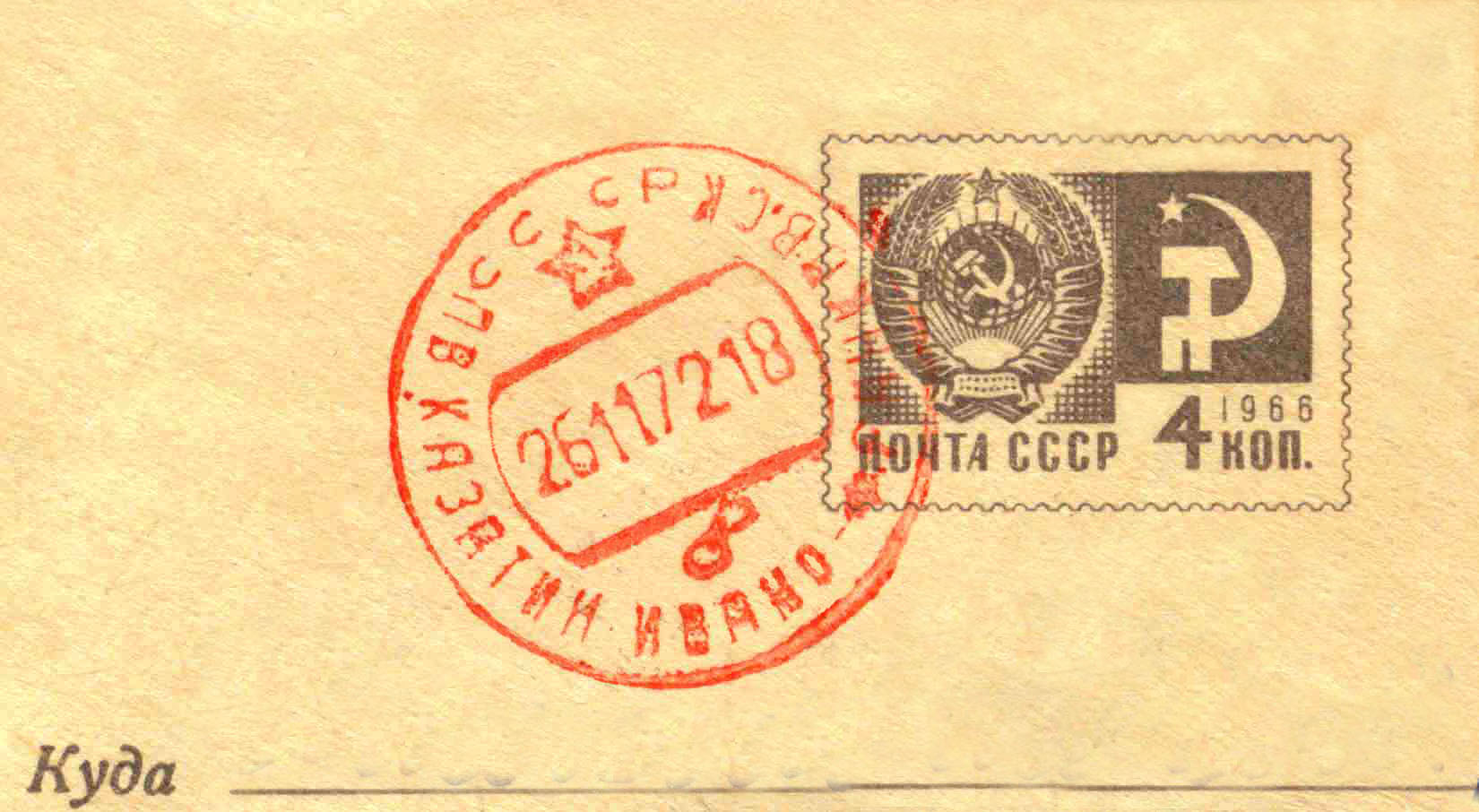
1972: поштовий вагон Козятин - Івано-Франківськ
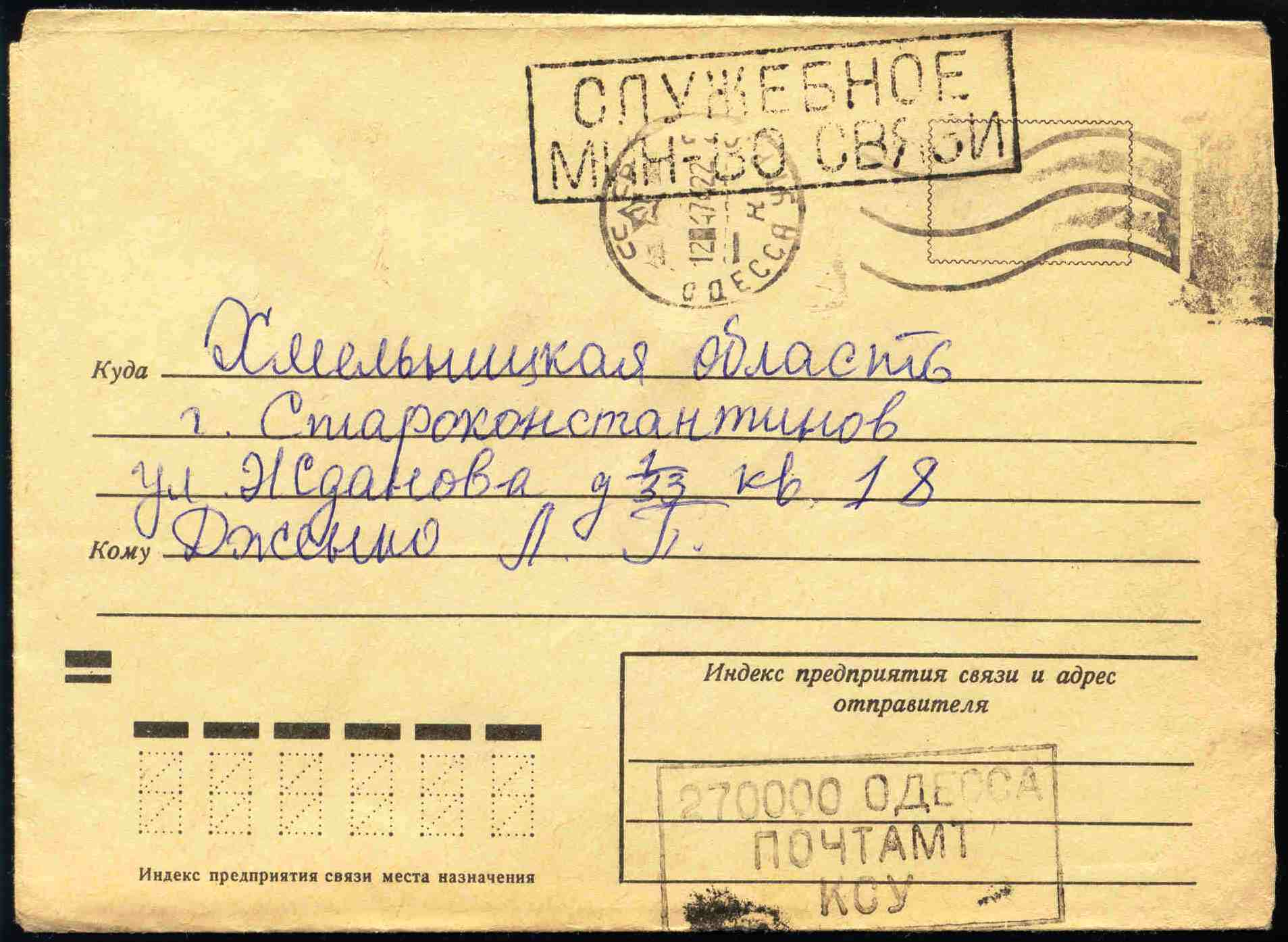
1975: Одеса (службовий конверт)
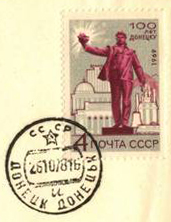
1978: Донецьк
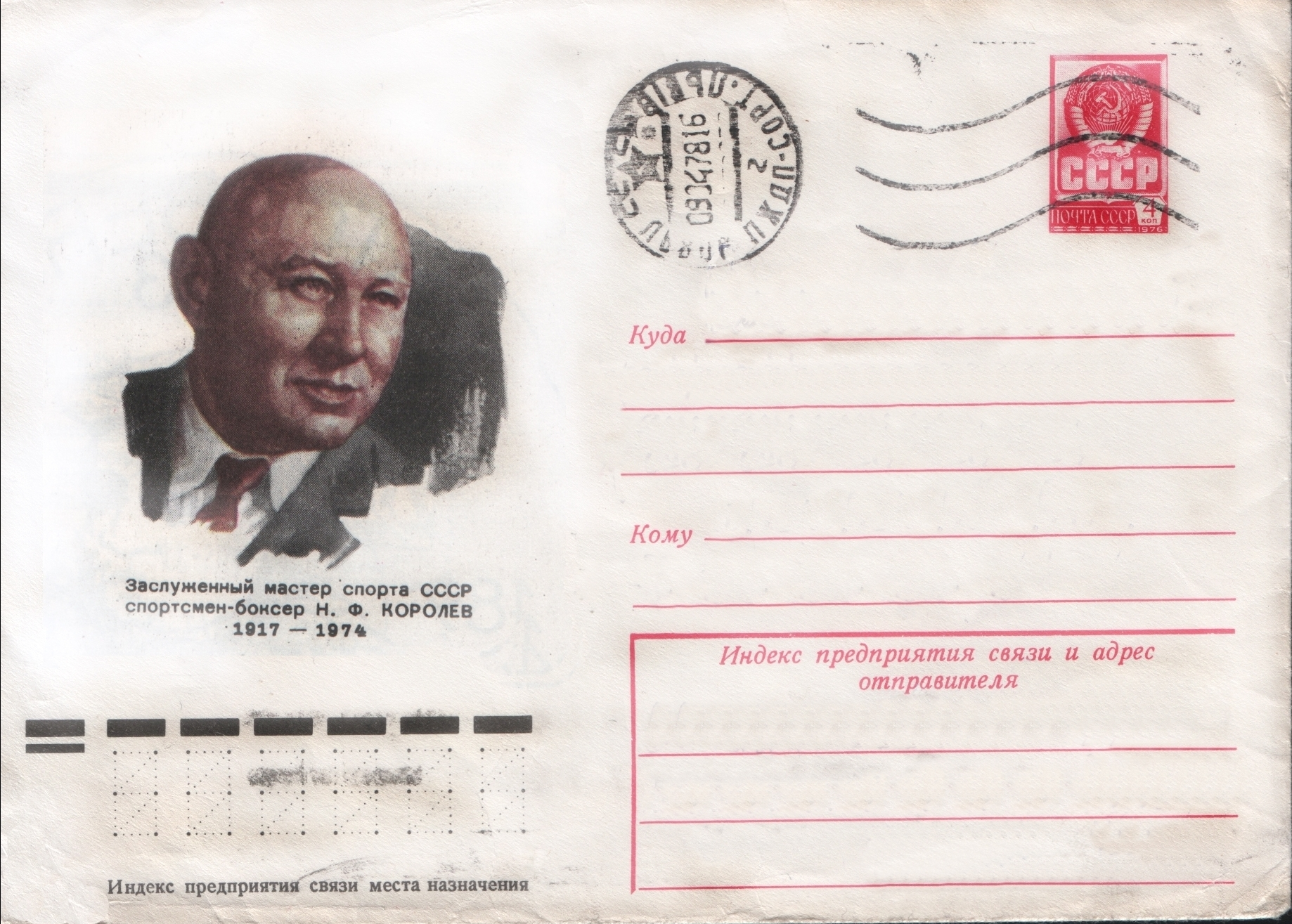
1978: Львів (простий лист)
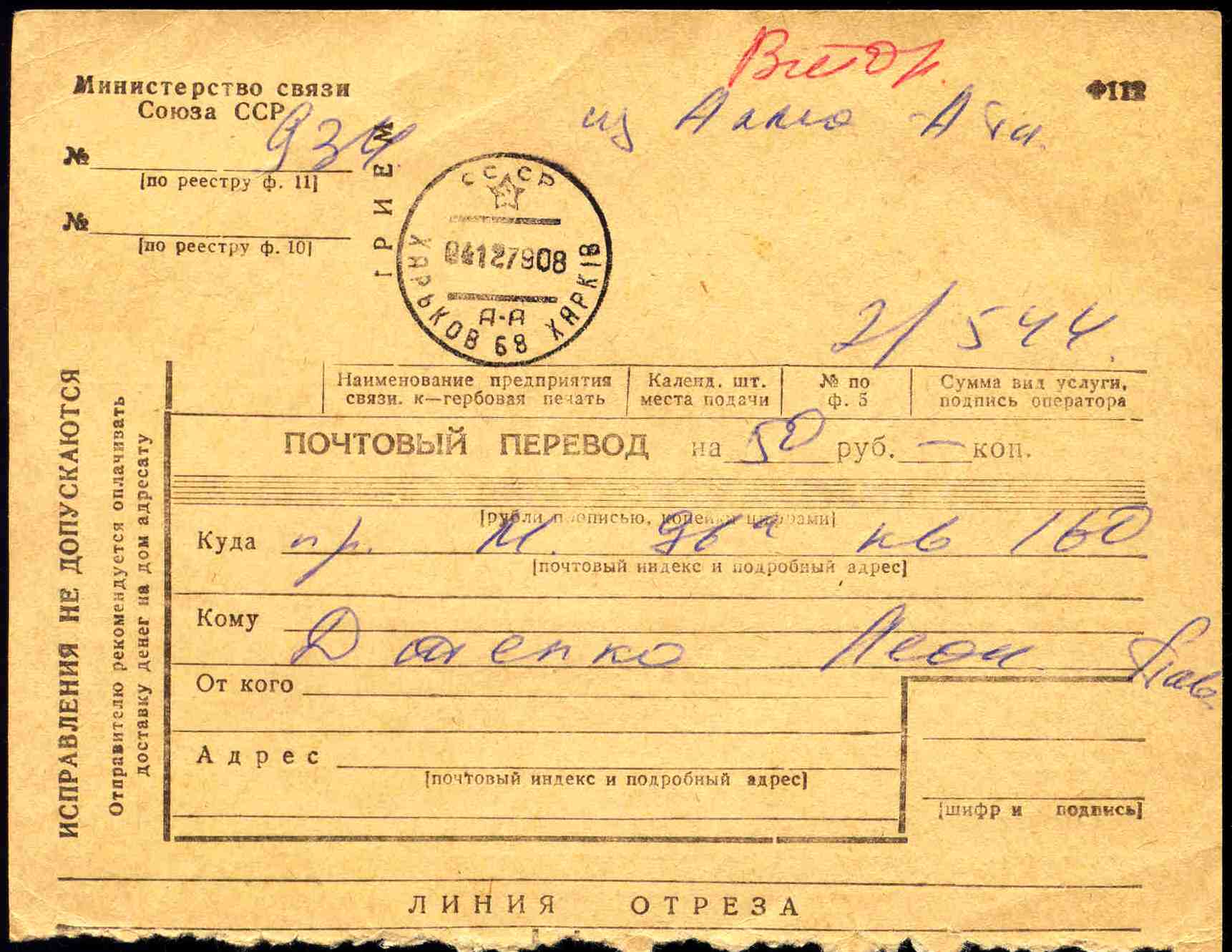
1979: Харків (поштовий переказ)
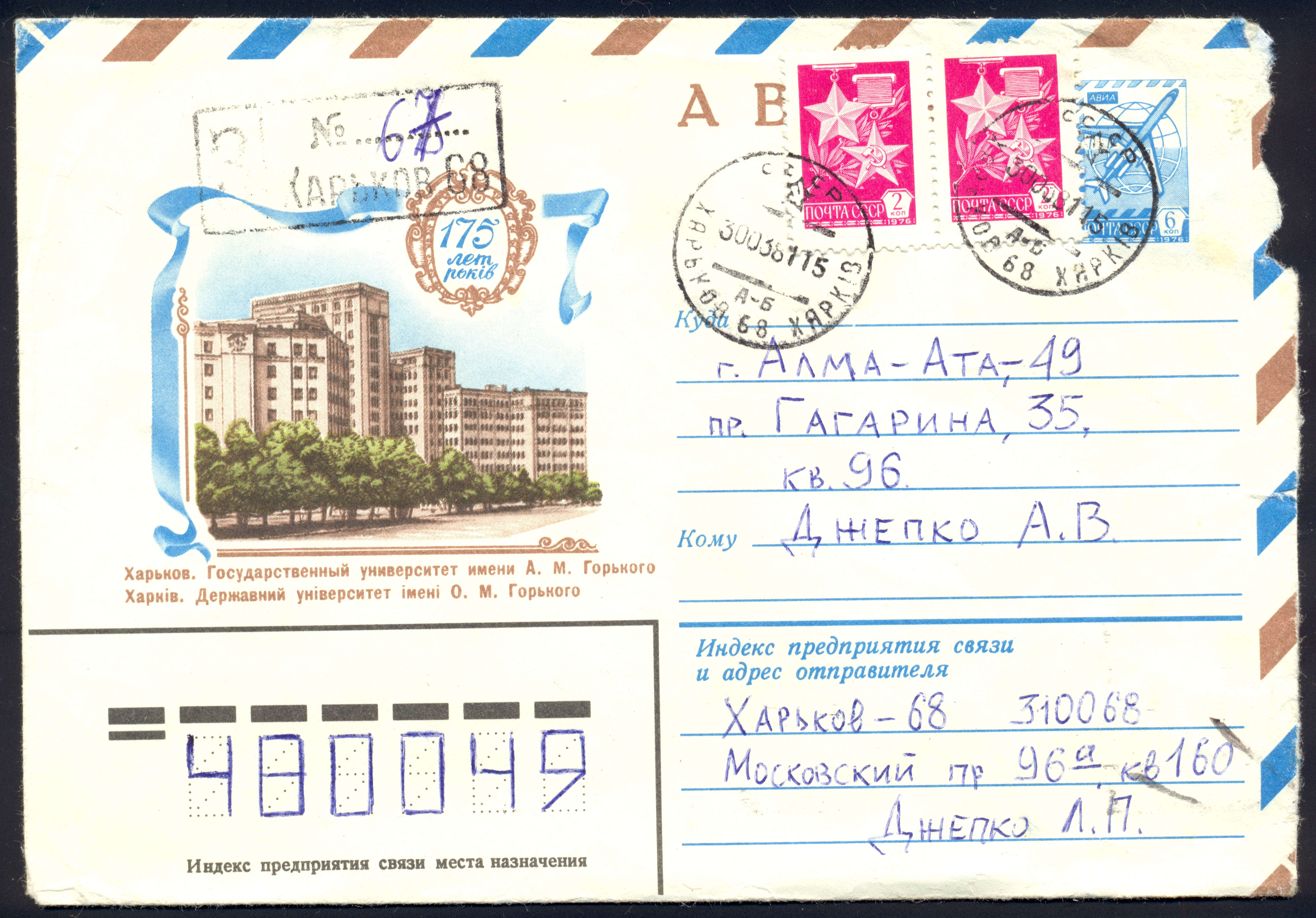
1981: Харків (замовний авіапоштовий лист)

### Поштові індекси
З 1932 по 1939 рік в Україні вперше у світі застосовувалася система поштової індексації. Вона використовувала спеціальний поштовий код — «індекс» — у вигляді «число-літера-число», наприклад, 12У1, 14У8 і т. ін. При цьому буква " У " посередині коду означала «Україна», перше число — Київ, для якого було передбачено числа від 11 до 20, а число наприкінці — дрібніший поштовий район. У Харкові, який на той час був столицею УРСР і де 1932 року було видано спеціальний покажчик українських поштових індексів, індекси розпочиналися з чисел від 1 до 10. Скасування системи поштових індексів пов'язують із початком Другої світової війни.
|  |  |

З 1970 року в Україні, як і повсюдно в СРСР, було введено автоматичне сортування поштових відправлень, у зв'язку з чим стали використовуватися шестизначні поштові індекси, які наносили за допомогою індексної сітки на конвертах та поштових картках, що випускалися Міністерством зв'язку СРСР.